# Andrew John Nally
Andrew John „AJ“ Nally (* 7. Juni 1988 in Rochester (New York)) ist ein US-amerikanischer Volleyballspieler.

## Karriere
Nally interessierte sich sportlich zunächst auch für Basketball und Leichtathletik, bevor er sich für Volleyball entschied. 2002 begann er an der McQuaid Jesuit High School mit dem Volleyball. Von 2007 bis 2010 spielte er im College-Team von Springfield (Massachusetts). Anschließend ging der Außenangreifer nach Europa und spielte in der niederländischen Liga für Tilburg STV. Nach einer Saison wechselte er zum französischen Zweitligisten Nancy Volley. 2013 wurde der US-Amerikaner vom deutschen Bundesligisten evivo Düren verpflichtet. Nach einer Saison verließ er Düren und wechselte zum polnischen Erstligisten Transfer Bydgoszcz. Nach der Saison 2014/15 beendete er vorläufig seine Karriere und kehrte in die USA zurück. Seit 2018 spielt er für Academy United aus San Francisco in der neuen amerikanischen NVA-Profiliga.
Im Mai 2014 wurde Nally in die amerikanische Nationalmannschaft berufen. Er wurde für den Pan-America-Cup 2014 nominiert und gewann nach einer Finalniederlage gegen Kuba die Silbermedaille. Nally spielte ferner beim Pan-America-Cup 2015 in Reno und war Kapitän der amerikanischen Mannschaft bei den Panamerikanische Spielen 2015 in Toronto.